# Friedrich Hölderlin
Johann Christian Friedrich Hölderlin [héldərlin], nemški pesnik in prevajalec, * 20. marec 1770, Lauffen am Neckar, † 7. junij 1843, Tübingen, velja za enega izmed pomembnejših nemških lirikov in ga uvrščajo v ustvarjalce med klasiko in romantiko. 
Hölderlin je v Tübingenu študiral teologijo, kjer se je sprijateljil s Heglom, Schillerjem in Schellingom. Po študiju se je v letih 1796 do 1798 zaposlil kot domači učitelj v hiši frankfurtskega bankirja Gontarda. Mesto učitelja je moral zapustiti, ko je vzljubil Gontardovo ženo Suzette (v pesmih jo je opeval pod imenom Diotima). Od leta 1801 do 1802 je služil v Bordeauxu in tu duševno zbolel. Po letu 1808 je do smrti neozdravljivo duševno bolan živel v Tübingenu, v oskrbi mizarja.
Hölderlin je leta 1797 objavil lirski prozni roman Hiperion, napisan v obliki pisem mladega Grka Hyperiona, ki se leta 1770 udeleži neuspešne vstaje zoper Turke. Roman je predvsem lirska žalostinka za minulim svetom grške veličine, svobode in lepote. Njegovo drugo dramsko delo Empedoklova smrt je ostala nedokončana. Večino lirskih pesmi so mu objavili šele prijatelji. Kot v romanu je tudi v liriki predvsem glasnik nasprotja med idealom in stvarnostjo. Uresničenje ideala vidi v svetu stare Grčije, v njeni religiji, kulturi in demokraciji. Iz zavesti o dokončnem propadu tega sveta poteka elegični ton Hölderlinove lirike. Edina tolažba mu je panteistično zaupanje v istovetnost boga in narave, katere del je tudi posameznik, ki se podreja njenim skrivnostim zakonom. Hölderlinova lirika je pisana v oblikah, posnetih po starogrškem pesništvu, ali pa v prostih verzih s himničnim ritmom. Njegova poezija je dokončno priznanje in velik odmev doživela šele po letu 1900, v času ekspresionizma. Odtlej velja za enega največjih evropskih lirikov. Prevajal je tudi iz grščine, predvsem dela Pindarja in Sofokleja. V slovenščini je leta 1978 izšel izbor njegove poezije, leta 1998 pa roman Hiperion ali Puščavnik v Grčiji. 

## Življenje

### Mladost in šolanje
Hölderlin se je rodil leta 1770 v mestu Lauffen am Neckar, kot sin oskrbnika samostana in župnikove hčere. Ko je bil star dve leti, je izgubil svojega očeta. Materin drugi mož je umrl sedem let pozneje. Mati si ni mogla drugače predstavljati, kot da bi njen najstarejši sin postal evangeličanski župnik. Tako je Hölderlin obiskoval Latinsko šolo v Nürtingnu in  nato še evangeličansko samostansko šolo v Denkendorfu (Wüttemberg) in Maulbronnu.
Kot štipendist v samostanu v Tübingenu,se je med študijem na Univerzi v Tübingenu spoprijateljil z bodočima filozofoma, Heglom in Schellingom.

### Učiteljevanje na domu
Zaradi  omejenih sredstev v družini in nezanimanja za poklic župnika je Hölderlin sprva deloval kot hišni učitelj otrok premožnejših družin. Tako je bil v letih 1793 in 1794 hišni učitelj pri Charlotti von Kalb v mestu Waltershausen v pokrajini Grabfeld.
Kot dokazujejo raziskave, med drugimi Adolfa Becka in Ursule Brauer, naj bi imel Hölderlin z Wilhelmino Kirms, uslužbenko Charlotte von Kalb, celo otroka.
Leta 1794 je obiskoval Univerzo v Jeni, kjer je poslušal predavanja Johanna Gottlieba Fichteja. Tukaj je spoznal Johanna Wolfganga von Goetheja, Friedricha Schillerja in tudi Fichteja. Spoznal naj bi se tudi s Friedrichom von Hardenbergom (Novalisom). Maja 1794, je v Jeni spoznal Isaaca von Sinclaira. Junija 1795 je naglo zapustil Jeno in se vrnil v Nürtingen.
1796 je bil hišni učitelj otrokom Jakoba Gontarda, bankirja iz Frankfurta. Tu se je srečal z njegovo ženo Susette, ki je postala njegova velika ljubezen. Susette Gontard je vzorec za Diotimo, lik iz Hyperiona, njegovega romana v pismih. 
Dejavnost učitelja je moral zaključiti, ko je Gontard izvedel za Hölderlinovo zvezo s svojo ženo Susette. Zbežal je v Homburg, k svojemu študijskemu kolegu Isaacu von Sinclairu. Hölderlin se je znašel v težkem finančnem položaju (s pomočjo pokrovitelja Schillerja je občasno objavil tudi kakšno svojo pesem), dobival je tudi materino materialno pomoč. Že takrat so pri njem ugotovljeni »hipohondrijo«, ki se je po zadnjem srečanju s Susette Gontard, 1800, samo še poslabšalo.
Januarja 1801 se je podal v Švico,v mesto Hauptwil, da bi poučeval mlajšo sestro trgovca Emanuela von Gonzenbacha. Ostal je tri mesece, dokler ni dobil odpovedi. 
V začetku leta 1802 je bil domači učitelj otrok konzula Hamburga in vinskega trgovca Meyerja v Bordeauxu. Po le nekaj mesecih se je iz nejasnih razlogov vrnil v Württemberg. 7. junija 1802 naj bi, kot je bilo razvidno tudi po vpisu v potnem listu, prečkal Renski most pri Kehlu, prišel je do Stuttgarta, vendar šele konec meseca, kot zanemarjena oseba v zmedenem stanju, da so ga tudi prijatelji komaj prepoznali. Izvedel je novico o smrti Susette, ki je v Frankfurtu umrla za rdečkami. Dogodki v juniju 1802 so zgodovinsko nejasni in interpretacije raziskovalcev Hölderlinovega življenja (Adolfa Becka, Pierrea Bertauxa in D. E. Sattlerja) se med seboj razlikujejo.
Hölderlin se je vrnil v Nürtingen k materi, se vrgel v delo, prevajal Sofoklesa in Pindarja, ki ju je opeval v svojih spevih in himnah. Njegov prijatelj, takratni hessenhomburški predsednik vlade, Sinclair, mu je leta 1804 priskrbel delovno mesto dvornega knjižničarja, katerega plačo je Sinclair priskrbel iz svojega žepa. Za takratnega deželnega grofa Homburga, Friedricha V., je nastala med drugimi pesem Patmos. 1805 je bila v njegovih Nočne pesmi (Nachtgesängen) objavljena tudi njegova znana kratka pesem, Polovica življenja (Hälfte des Lebens).

### Leta v stolpu v Tübingnu
Februarja 1805 je dal knez Freidrich II. von Württenberg aretirati Sinclaira. Hölderlinova blaznost naj bi, kot je 9. aprila 1805 poročal zdravnik in dvorni lekarnar Müller prešla v blodnje. Avgusta 1806 je Sinclair pisal Hölderlinovi materi, da ne more več skrbeti zanj. 11. septembra so Hölderlina pripeljali v Univerzitetno kliniko v Tübingenu (pod vodstvom Johanna Heinricha Ferdinanda Autenrietha). 
Od leta 1807 so zanj skrbeli v gospodinjstvu Ernsta Zimmerja, mizarja v Tübingnu in občudovalca Hyperiona. Hölderlin je pod imenom »Scardanelli« v prihodnje pisal nenavadno oblikovane pesmi.
V nadaljnjih 36 letih je Hölderlin živel v hiši Zimmerja, v stolpni sobi nad Neckarjem, kjer je do njegove smrti, leta 1843 skrbela zanj družina Zimmer. Kot blazneš je Hölderlin nastopil v romanu Eduarda Mörikeja, Maler Nolten, sam Mörike pa je pesnika v Tübingnu tudi obiskal. Domnevajo da je Zimmer uničil mnogo Hölderlinovih zapiskov. 
Grob Friedricha Hölderlina se je ohranil na mestnem pokopališču v Tübingenu; nagrobnik je dal postaviti njegov polbrat, strokovnjak vinogradništva in arheolog Carl Christoph Friedrich von Gok (1776-1849),  na nagrobniku pa so pesnikovi verzi.

## Delo
Kot študent je Hölderlin občudoval francosko revolucijo iz leta 1789. Dieter Henrich je 1965 ovrgel razširjeno anekdoto, da naj bi Hölderlin skupaj s Heglom, Schellingom in ostalimi člani »republikanskega društva« na seminarju v Tübingenu zgradil »drevo svobode«.
Hölderlin je začel kot Schillerjev naslednik in naslednik nemške klasike. Njegove zgodnje pesmi so največkrat rimane himne z abstraktnimi temami (An die Schönheit). Kasneje je prešel k antičnim oblikam ode in elegije. Posebno v odah se vidi popolno obvladanje težkih metričnih oblik. Velike pesmi njegove zrele faze so že delno elegije (Brot und Wein), delno himne v prosti ritmiki (Patmos). Ponekod so vidne tudi druge oblike, kot heksametrična himna Der Archipelagus. Negoval je tudi krajše oblike v epigramih in kratkih pesmih (znana je Polovica življenja- Hälfte des Lebens). Iz časa življenja v stolpu v Tübingnu  so se ohranile mnoge rimane pesmi, ki jih dolgo niso obravnavali kot sestavni del njegovih del. 
Hölderlinovo razumevanje starogrške kulture, kot je zapisano tudi v pismih, naslovljenih na Casimirja Ulricha Boehlendorffa in razvidno iz njegovih opomb pri  prevodih Sofokleja,se razlikuje od idealističnih grških  podob večine njegovih sodobnikov, pri  čemer Hölderlin poudarja neklasične poteze grške kulture. Že v svojem zgodnjem romanu v pismih, Hyperionu, je predstavil svojo predstavo tragične usode, ki si jo je zgradil na osnovi zaznavanja grške kulture.

## Delovanje in vpliv
Hölderlinova poezija, ki danes nesporno velja za vrhunec nemške literature, je bila do sredine 19. stoletja, ko so leta 1826 izšle njegove Pesmi (Gedichte), med pisatelji vendarle še neznana. Po letu 1848 je bila večinoma prezrta; Hölderlin je veljal za mladega,  romantičnega melanholika in posnemalca Schillerja. Učinki Hölderlinove poezije so se v 20. stoletju začeli s Stefanom Georgeom; znanstveno so se začeli ukvarjati z disertacijo Norberta von Hellingratha,  v kateri so prvič ustrezno opisani Hölderlinovi prevodi Pindarja in njegova pozna dela.
Čeprav je Hölderlinov himnični slog v nemški literature nekoč res postal priljubljen, je njegova kratka, fragmentarna lirika imela vpliv na nemško poezijo, na Georgea, Heyma, Trakla, Celana, Ingeborg Bachmann in veliko drugih – med mlajšimi pisci tudi na Gerharda Falknerja.
Oba Hölderlinova prevoda Sofoklejevih dram, Kralj Ojdip in Antigone, ki so ju po izidu z navdušenjem sprejeli, o tem je pisala tudi Bettina von Arnim v pisemskem romanu Die Gunderode. Mnogi filologi (predvsem Heinrich Voß, sina Johanna Heinricha Voßa) in Schiller so prevod kritizirali. Šele v 20. stoletju so prepoznali njun pomen kot eden od modelov poetičnega prevajanja, kjer tuje ostaja vidno, opazno ... 
Miselna vsebina njegovih poznih himn je bila vedno znova povod za filozofske interpretacije, tako pri Martinu Heideggerju kot tudi Theodorju W. Adornu. S Hölderlinom kot človekom v psihološkem smislu se je ukvarjal tudi Karl Jaspers.
Za časa njegovega življenja je bil objavljen le delček njegovih del, nekatera besedila so izdali šele  v drugi polovici 19. stoletja; poprej so od poznih del poznali samo tako imenovane Nočne pesmi- Nachtgesänge. Prve edicije njegovih rokopisnih zapuščin se je prvi lotil Wilhelm Böhm. Posebne težave, ki jih je predstavljal Hölderlinov rokopis, so vodile do tega, da je Fridrich Beißner leta 1946 že v tretje poskušal izdati zbrana dela. Sprva je Beißnerjeva izdaja veljala za ugledno, v sedemdesetih letih pa je bila deležna najstrožje kritike D. E. Sattlerja, ki je začel v četrto izdajati Hölderlinova zbrana dela. Izdajo z osrednjim delom, knjigo 7 in 8 (Spevi) so literarni zgodovinarji pozdravili deloma pozitivno, deloma negativno. Pri Hölderlinovih besedilih je šlo vedno za spore in dolgoletne raziskave še danes niso zaključene.

## Dela
- Himne (Hymnen, 1793)
- Elegije (Elegien, 1793)
- Hiperion ali Puščavnik v Grčiji (Hyperion oder Der Eremit in Griechenland, 1797, sl. 1998)
- Pesmi (Gedichte, 1799)
- Empedoklova smrt (Der Tod des Empedokles, nedokončano)
- Kralj Ojdip (prevod)
- Antigona (prevod)